# Ротергем Таун
«Ротергем Таун» (англ. Rotherham Town Football Club) — колишній професіональний англійський футбольний клуб з міста Ротергем, графство Південний Йоркшир. Виступав у Футбольній лізі Англії.

## Історія
Клуб заснований в 1878, як «Лунар Роверз». З 1872 перебазувався до Ротергема та отримав назву «Ротергем Таун». У 1889 році клуб став одним із засновників Ліги Мідленда. Чемпіони ліги 1892 та 1893 років. З 1893 вступають у Другому дивізіоні Футбольної ліги.
У Футбольній лізі клуб посідав місця нижче 11-го. 
Артур Вортон перший чорношкірий професійний футболіст, який захищав кольори команди з 1889 по 1894 роки.
У 1899 році був утворений другий футбольний клуб «Ротергем Таун». 27 травня 1925 року разом з командою «Ротергем Каунті» вони утворили нову футбольну команду «Ротергем Юнайтед».

## Хронологія виступів у чемпіонатах
| Сезони  | Ліга            | Рівень | М  | В  | Н | П  | МЗ | МП | +/- | О  | Місце |
| ------- | --------------- | ------ | -- | -- | - | -- | -- | -- | --- | -- | ----- |
| 1889/90 | Ліга Мідленда   | –      | 20 | 11 | 3 | 6  | 44 | 27 | +17 | 25 | 3.    |
| 1890/91 | Ліга Мідленда   | –      | 18 | 7  | 4 | 7  | 20 | 28 | -8  | 18 | 7.    |
| 1891/92 | Ліга Мідленда   | –      | 20 | 13 | 1 | 6  | 70 | 41 | +29 | 27 | 1.    |
| 1892/93 | Ліга Мідленда   | –      | 24 | 19 | 3 | 2  | 80 | 28 | +52 | 41 | 1.    |
| 1893/94 | Другий дивізіон | 2      | 28 | 6  | 3 | 19 | 44 | 91 | -47 | 15 | 14.   |
| 1894/95 | Другий дивізіон | 2      | 30 | 11 | 2 | 17 | 55 | 62 | -7  | 24 | 12.   |
| 1895/96 | Другий дивізіон | 2      | 30 | 7  | 3 | 20 | 34 | 97 | -63 | 17 | 15.   |

## Досягнення
Кубок Англії
- 2 коло: 1883/84, 1886/87, 1887/88